# Оглала
Оглала е едно от седемте племена на западните сиукси или тетон, лакота. Нищо не е известно за ранната им история. Първото известие за тях идва от Луис и Кларк, които през 1806 г. срещат племето на река Мисури, над брюле между реките Шайен и Бед Ривър в днешна Южна Дакота и отбелязват, че разполагат с между 150 и 200 войни. През 1825 г. са отбелязани на двата бряга на Бед Ривър, от река Мисури на запад до Блек Хилс като наброяват около 1500 души. През 1850 г. бродят из равнините между реките Саут Плейт и Норт Плейт и на запад от Блек Хилс. Към 1862 г. се изместват към района източно и северно от Форт Ларами, стигайки до Блек Хилс и изворите на Бед Ривър, и на запад до извора на Гранд Ривър. След Голямата сиукска война (1876 – 1877) племето е затворено в резервата Пайн Ридж, Южна Дакота, където през 1906 г. са преброени 6727 оглала.

## Подразделения
Луис и Кларк отбелязват само две разделения на племето:
- Шео
- Оканданда

Според доклад на Бюрото по индиански въпроси за 1875 г. племето се състои от 4 подразделения:
- Оглала
- Киюкса
- Онкапа (Оюхпе)
- Уажаже

Около 1850 г. 400 типита и следните подразделения:
- Оглала
- Червена вода
- Огърлица от стари кожи
- Нощни облаци
- Червени типита
- Късите коси

Главни вождове – Вихрушката, Червена вода, Стоящият бик и Жълтият орел.
Първият списък с подразделенията на оглала е направен от Джон Робинсън през 1879 г., потвърден през 1880 г. от член на племето:
- Паябия
- Тапислеча – далак (на животно)
- Киюкса – Нарушаващите (закона за брака)
- Уажажа – Осейджите
- Ите шича – Лошите лица или Оглалахча – истински оглала
- Оюхпе – Отхвърлящите надалеч
- Уаглухе – Лентяите

Това е списък с по-ранните подразделения на племето, които съответстват и с подразделенията дадени в пиктограма на Червения облак. До 1884 г. вероятно настъпват промени, тъй като преподобният У. Джей Кливланд дава следните подразделения:
- Ите шича – Лошите лица (групата на Махпия лута – Червения облак)
- Паябийейе – (групата на Ташунка кокипапи – Страхуващия се от конете си)
- Оюхпе – Отхвърлящите надалеч
- Тапислеча – Далак (на животно)
- Пешла – Плешивите
- Чехухатон – Котел с крака
- Уабленича – Сираците
- Пешла птечела – Леко плешивите
- Ташнахеча
- Иуаюсота
- Уакан – Свещените (тайнствените, шаманите)
  - Иглака техила
  - Ите шича – Лошите лица
- Ите шича етанхан – От лошите лица
- Зузеча киякса
- Уачеонпа
- Уачапе – Шило
- Тийочешли – Мръсотия в типито
- Уаглухе – Лентяите
- Оглала – Разпиляващи имуществото си
- Иеска чинча – Мелезите (синове на бели мъже)

Според Кливланд племето използва освен името оглала и имената Оюхпе и Киякса.